# Daria Bayandina
Daria Aleksandrovna Bayandina, née le 1er novembre 1996 à Krasnoïarsk, est une nageuse synchronisée franco-russe. Elle est la sœur jumelle de la nageuse synchronisée Anastasia Bayandina.

## Biographie
Sous les couleurs de la Russie, elle remporte deux médailles d'or aux Championnats du monde de natation 2017 à Budapest, dans les épreuves libre et technique par équipes ainsi que deux médailles d'or aux Championnats d'Europe de natation 2018 à Glasgow, dans les épreuves libre et technique par équipes. 
Daria et sa sœur jumelle Anastasia Bayandina contactent en décembre 2018 la Fédération française de natation afin de s'entraîner en France. S'entraînant à l'INSEP, elles sont naturalisées françaises en 2021. 
En juin 2022, les jumelles sont suspendues un an après avoir été accusées par l'Agence Internationale de Contrôle (ITA) pour un contrôle positif à la diurétique en 2014. Elles démentent catégoriquement avoir pris de la furosémide, n'ayant aucun problème de poids, et  affirment avoir été dopées à leurs insus par les autorités russes, alors qu'elles étaient mineures. En commun accord avec la FINA, elle acceptent d'être suspendues jusqu'au 18 mars  2023 pour pouvoir concourir  pour les Jeux Olympiques de 2024.
Aux Jeux européens de 2023 à Oświęcim, c'est sous les couleurs de la France qu'elle est médaillée de bronze de l'épreuve technique par équipes et médaillée d'or de l'épreuve acrobatique.

## Palmarès

### Championnat du Monde
- 2017 à Budapest,  Hongrie

 Médaille d'or en équipes technique
 Médaille d'or en équipes libre

### Championnat d'Europe
- 2023  à Oświęcim, Pologne

 Médaille de bronze en équipes technique
 Médaille d'or en équipe (Routine Acrobatique mixte)
- 2018 à Glasgow, Royaume-Uni

 Médaille d'or en équipes libre
 Médaille d'or en équipes technique